# سنتیمو
سنتیمو (به اسپانیایی: Céntimo) (به پرتغالی: Cêntimo) یکای پول اسپانیا، پرتغال و مستعمرات پیشین آن‌ها بود. این کلمه از لاتین centimus به معنی «یک صدم» گرفته شده‌است.
در اتحادیه اروپا سنت نام رسمی یک صدم یورو است. با این حال، معمولاً از سنتیمو ((در اسپانیا céntimo) و (در پرتغال cêntimo)) برای توصیف سنت استفاده می‌شود.

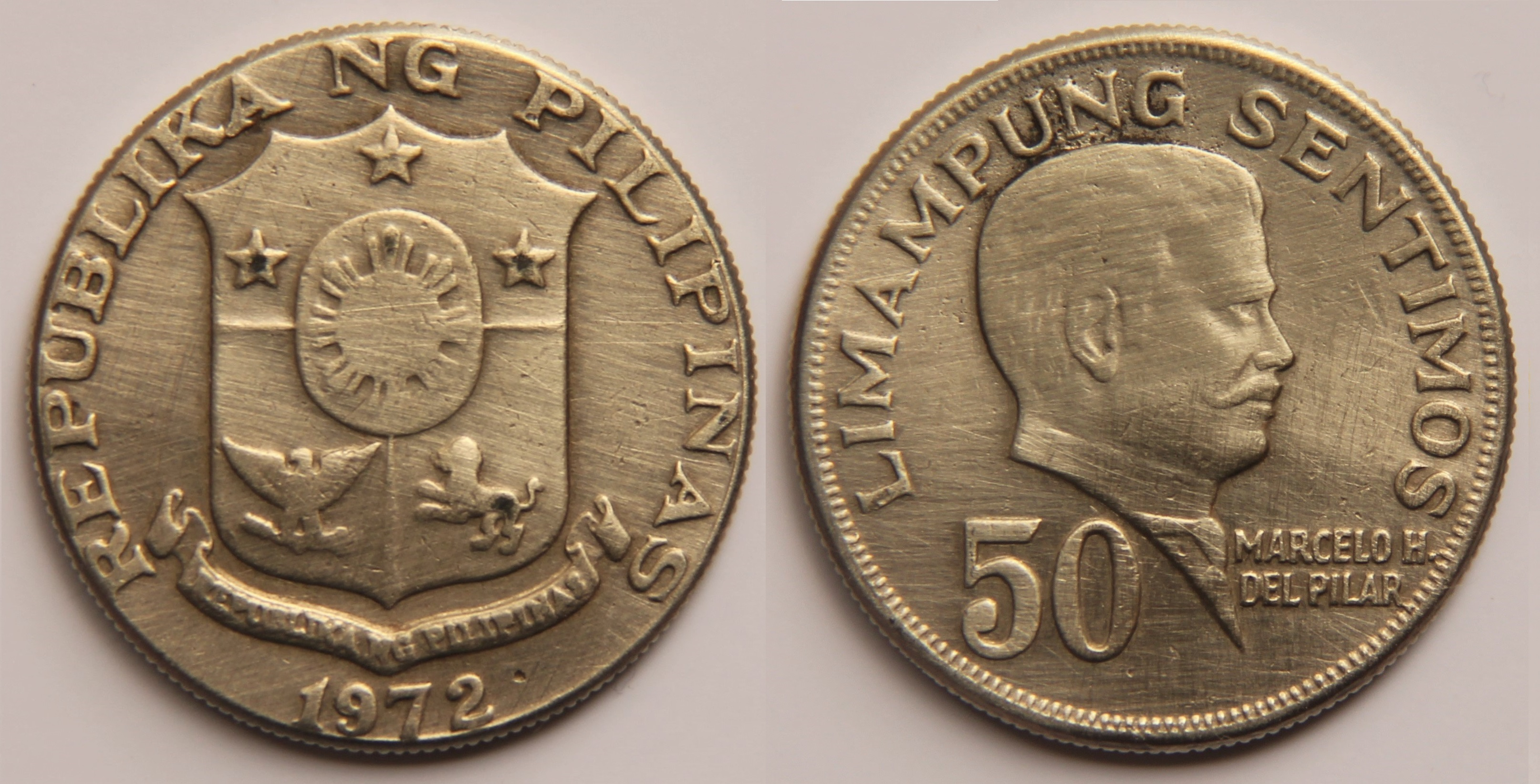
سکه ۵۰ سنتیمو فیلیپین